# Pieter Hellendaal
Pieter Hellendaal  (Rotterdam, gedoopt 1 april 1721 – Cambridge (Engeland), 19 april 1799) was een componist, organist, muziekpedagoog en violist.

## Nederland en Italië
Hellendaal werd geboren te Rotterdam als zoon van Johannes Hellendaal en Neeltje Lacroix. De eerste muzikale vorming kreeg hij van zijn vader. In 1731 verhuisde de familie Hellendaal naar Utrecht. Al op tienjarige leeftijd werd hij organist van de Nicolaïkerk. Hier bespeelde hij vanaf januari 1732, onder het toezicht van zijn vader, het Peter Gerritsz-orgel dat uit 1479 dateert: het oudste kerkorgel van Nederland. Deze betrekking duurde tot 1737.
In dat jaar verhuisde de familie naar Amsterdam. Hellendaal moet rond deze tijd ook het vioolspel al goed hebben beheerst. Op vijftienjarige leeftijd begon hij, op voorspraak van de Amsterdamse stadssecretaris Mattheus Lestevenon, een studiereis naar Italië, waar hij van 1737 tot en met 1743 verbleef. In de periode 1740–1742 studeerde hij aan de Scuola delle nazione in Padua bij de destijds vooraanstaande violist Giuseppe Tartini.
Na terugkeer uit Italië vestigde Hellendaal zich in Amsterdam en speelde hij viool in herbergen. In 1744 verkreeg hij een officiële vergunning om eigen muziek te publiceren. Dat resulteerde in de publicatie van twee series sonates voor viool en basso continuo, opusnummers 1 en 2). In hetzelfde jaar huwde hij de dochter van een Amsterdamse stadschirurg.
Gedurende de 1749–1751 bewoog hij zich in de Leidse universiteit om toegang te krijgen tot muziekminnende kringen. In deze jaren was hij ook hulporganist aan de Marekerk aldaar. Hij trad er regelmatig op en ook in Den Haag, onder meer aan het erfstadhouderlijke hof van prins Willem IV en zijn muziekminnende Engelse echtgenote 'Princess Royal' Anna van Hannover.

## Engeland
Omdat het opbouwen van een muzikale loopbaan zeer moeizaam verliep, vertrok de dertigjarige Hellendaal eind 1751 of begin 1752 met zijn gezin naar Londen waar hij zich vestigde als componist, vioolvirtuoos en -pedagoog. Hij werkte in 1754 in Londen mee aan uitvoeringen van Georg Friedrich Händels Acis and Galatea (HWV49a/b), waarbij hij in de pauze vioolsolo's vertolkte. Van 1760 tot 1762 werkte hij als organist aan St. Margaret's Church in King's Lynn in Norfolk als opvolger van Charles Burney. Vanaf 1762 woonde hij in Cambridge, waar hij veelvuldig concerten gaf en een lespraktijk had voor jonge violisten en muziekliefhebbers. In 1777 werd hij er benoemd tot organist van de Peterhouse Chapel. Hij overleed in 1799 in Cambridge.

## Composities

### Instrumentale werken
- Opus 1 – zes sonates voor viool en basso continuo (ca. 1745, Amsterdam)
- Opus 2 – zes sonates voor viool en basso continuo (ca. 1750, Amsterdam)
- Opus 3 – Six Grand Concertos voor strijkers en basso continuo (ca. 1755, Londen)

1. Concerto nr. 1 in g kleine terts
2. Concerto nr. 2 in d kleine terts
3. Concerto nr. 3 in F grote terts
4. Concerto nr. 4 in Es grote terts
5. Concerto nr. 5 in D grote terts
6. Concerto nr. 6 in F grote terts

- Opus 4 – Six Solos voor viool en basso continuo (1777, Londen)
- Opus 5 – Eight Solos voor violoncello en basso continuo (ca. 1780, Cambridge)

1. Sonate nr. 1 in G grote terts
2. Sonate nr. 2 in D grote terts
3. Sonate nr. 3
4. Sonate nr. 4
5. Sonate nr. 5 in G grote terts
6. Sonate nr. 6 in D grote terts
7. Sonate nr. 7 in C grote terts
8. Sonate nr. 8 in G grote terts

- Opus 6 – Three Grand Lessons voor klavecimbel/fortepiano, viool en violoncello (ca. 1790, Londen)
- Hellendaal's Celebrated Rondo voor viool en basso continuo (ca. 1790, Cambridge)
- Elf sonates voor viool en basso continuo (oorspronkelijk handschrift, bewaard in het Fitzwilliam Museum te Cambridge)

Zoekgeraakt
- Twaalf 'Solos' voor viool en basso continuo (ca. 1778)
- Zes sonates voor klavecimbel en viool/fluit
- Klavecimbelconcert
- Vioolconcert
- Ouverture
- Klarinettrio

### Vocale werken
- Glory be to the Father (canon, vijfstemmig: 1769)
- The Cock Match (catch, vierstemmig: 1769)
- Love inform thy faithful creature (glee, vierstemmig: ca. 1775)
- Strepton and Myrtilla (cantate: ca. 1785)
- A Collection of Psalms and Hymns met medewerking van Pieter Hellendaal Junior (1790, Cambridge)
- Tweedledum and Tweedledee (glee, vierstemmig en basso continuo: ca. 1790, Cambridge)
- Two Glees (vierstemmig, strijkers, basso continuo: ca. 1791, Cambridge)

Zoekgeraakt
- Our Lord's Sermon on the Mount (ca. 1797)

- Bibsys: 5002568
- Bibliothèque nationale de France: cb13895111z (data)
- Gemeinsame Normdatei: 134402456
- International Standard Name Identifier: 0000 0001 1079 8229
- Library of Congress Control Number: n83066222
- Nationale Bibliotheek van Letland: 000275736
- MusicBrainz: 93817ea8-b48b-44db-9171-f9fd40ecd345
- Nationale Bibliotheek van Tsjechië: xx0158857
- Nationale Bibliotheek van Israël: 987007262532605171
- Nationale Bibliotheek van Polen: a0000001800709
- Nederlandse Thesaurus van Auteursnamen: 069464251
- SNAC: w68s8rxg
- Système universitaire de documentation: 174960239
- Virtual International Authority File: 102397481
- WorldCat: E39PBJt3WvVp3bfcpgFyvGJdQq